# Briana Williams
Briana Nichole Williams (Coral Springs, 21 marzo 2002) è una velocista giamaicana.
Americana, nata negli Stati Uniti, ha vissuto in Florida; dal 2018 possiede la doppia cittadinanza con la Giamaica, da dove viene proviene la madre, per poter gareggiare per la Nazionale di atletica leggera della Giamaica.

## Biografia
Negli Stati Uniti ha avuto una carriera molto precoce. Giovanissima, infatti, è stata 3 volte campionessa cadette (negli USA, olimpica junior) agli USATF National Junior Olympic e agli AAU Junior Olympic Games di Norfolk sia nei 100 m che nei 200 metri piani.
Nel 2018, all'età di appena 15 anni, 1 mese e 26 giorni ha realizzato la migliore prestazione mondiale sulla distanza dei 100 metri piani per la sua classe d'età in 11"13, superando dopo 27 anni il tempo appartenente alla statunitense Marion Jones (11"17, 1991).
Nel 2018 conquista complessivamente 24 vittorie, comprese le due finali alle gare caraibiche dei CARIFTA Games alle Bahamas, nella categoria under 17, in 11"27 e 23"11. Il 1º aprile stabilisce il record dei campionati caraibici in 44"95 nella 4×100 m.
Nel mese di luglio dello stesso anno diventa la campionessa mondiale under 18 nei 100 m e 200 m con i tempi di 11"16 e di 22"50, quest'ultimo è nuovo record nazionale U18 e U20, oltre che record dei campionati.
Ai campionati giamaicani (2019) perde titolo e record conquistati (grazie al 3º posto con 10"94 sui 100 m aveva stabilito la migliore prestazione mondiale:) il risultato fu annullato per essere stata trovata positiva alla sostanza vietata di idroclorotiazide presente in un diuretico, procurandosi però soltanto un « rimprovero formale » senza alcun periodo di squalifica da parte dell'Independent Anti-Doping Panel (NADP), dopo il riscontro della buona fede della giovane atleta. Tuttavia la Williams rinuncia a partecipare ai Mondiali di Doha.
Il 25 gennaio 2020, a 17 anni, ottiene il tempo record di 7"15 sulla distanza dei 60 metri piani all'aperto, nella città di Kingston.
Nel 2021 stabilisce il record personale sui 100 metri in 10"97, attuale record giamaicano under 20. Giunge al 4º posto ai campionati giamaicani nella gara dei 100 m con il tempo di 11"01, dietro alle notevoli velociste Shelly-Ann Fraser-Pryce, Shericka Jackson e Elaine Thompson-Herah, escludendo la sua partecipazione alla competizione olimpica nella breve distanza. Parte comunque alla volta del Giappone, ad agosto, come prima frazionista e vince la medaglia d'oro della staffetta 4×100 m ai Giochi olimpici di Tokyo con il nuovo record nazionale di 41"02, secondo risultato mondiale assoluto di tutti i tempi.

## Record nazionali
Seniores
- Staffetta 4×100 m: 41"02 ( Tokyo, 6 agosto 2021)

Under 20
- 60 metri piani indoor: 7"18 ( New York, 8 febbraio 2020)[16]
- 100 metri piani: 11"02 ( Albuquerque, 8 giugno 2019) [17]
- 100 metri piani: 11"01 ( Jacksonville, 30 maggio 2021)[18]
- 100 metri piani: 10"98 (+1,0 m/s) ( Jacksonville, 31 maggio 2021)[19]
- 100 metri piani: 10"97 (+1,3 m/s) ( Miramar, 5 giugno 2021)

Under 18
- 60 metri piani: 7"15 (–1,1 m/s) ( Kingston, 25 giugno 2020)
- 100 metri piani: 11"13 (+1,7 m/s) ( Jacksonville, 17 marzo 2018)
- 100 metri piani: 11"10 ( Jacksonville, 1º giugno 2019)[20]
- 200 metri piani: 22"50 (–0,1 m/s) ( Tampere, 14 luglio 2018)

## Palmarès
| Anno | Manifestazione   | Sede     | Evento      | Risultato  | Prestazione | Note |
| ---- | ---------------- | -------- | ----------- | ---------- | ----------- | --- |
| 2018 | Mondiali U20     | Tampere  | 100 m piani | Oro        | 11"16       | |
| 2018 | Mondiali U20     | Tampere  | 200 m piani | Oro        | 22"50       | Record dei campionati · Miglior prestazione nazionale under 20 · Miglior prestazione nazionale under 18 |
| 2019 | Panamericani U20 | San José | 100 m piani | Oro        | 11"38       | |
| 2019 | Panamericani U20 | San José | 4×100 m     | Argento    | 44"36       | |
| 2021 | Giochi olimpici  | Tokyo    | 4×100 m     | Oro        | 41"02       | Record nazionale                                                                                        |
| 2022 | Mondiali indoor  | Belgrado | 60 m piani  | 5ª         | 7"04        | Miglior prestazione personale                                                                           |
| 2022 | Mondiali         | Eugene   | 4×100 m     | Argento    | 41"18       | [ 21 ]                                                                                                  |
| 2022 | Campionati NACAC | Freeport | 4x100 m     | Bronzo     | 43"39       | |
| 2023 | Mondiali         | Budapest | 4×100 m     | Argento    | 41"21       | |
| 2024 | Mondiali indoor  | Glasgow  | 60 m piani  | Semifinale | 7"19        | |